# Mỏ Cá Voi Xanh
Khu vực mỏ Cá Voi Xanh nằm tại lô 118, nằm trọn trong vùng đặc quyền kinh tế (EEZ) 200 hải lý của Việt Nam, cách bờ biển miền Trung Việt Nam khoảng 80 km, Tuy nhiên với đường lưỡi bò đã bị Tòa án Trọng tài thường trực
phán quyết là vô căn cứ, Bắc Kinh cũng yêu sách khu vực này. Đường 9 đoạn của Trung Quốc cách bờ biển miền Trung Việt Nam có 50 hải lý, trùm lên một phần ba phía đông của lô 118. Mỏ Cá Voi Xanh (Blue Whale) có trữ lượng ước tính 150 tỉ mét khối khí đốt.

## Khai thác
Từ năm 2009, ExxonMobil và Petrovietnam hợp tác thăm dò mỏ "Cá Voi Xanh". Hiện (tháng 8 năm 2020) hai tập đoàn đang chuẩn bị hoàn thành đàm phán hợp đồng bán khí. ExxonMobil cho là dự án Cá Voi Xanh sẽ cung cấp khoảng 20 tỷ USD cho nguồn thu của chính phủ Việt Nam từ nguồn dự trữ khí ga.

## Áp lực từ Trung Quốc và phản ứng của Hoa Kỳ
Sau khi Việt Nam cáo buộc tàu Hải Dương 8 của Trung Quốc "xâm phạm chủ quyền Việt Nam," Mỹ đã 2 lần ra thông báo (ngày 20.7 và 22.8.2019) gửi đi một thông điệp tới Việt Nam và ExxonMobil rằng Hoa Kỳ sẽ không để Bắc Kinh "hăm dọa" công ty dầu khí của họ tại mỏ Cá Voi Xanh.

## Liên quan

### Bồi thường cho Repsol
Vào tháng 7 năm 2017, PetroVietnam, đã ra lệnh cho đối tác Repsol, tập đoàn tham gia khai thác ngoài khơi Việt Nam, hủy khoan thăm dò đã lên kế hoạch ở Lô 135-136/03. Sau đó, vào ngày 22/3/2018 Repsol đã được lệnh dừng khoan khi đã bắt đầu tiến hành ở Lô 07/03 gần đó (một dự án trong khu vực được gọi là Cá Rồng Đỏ) do áp lực của Trung Quốc. Ký giả Bill Hayton cho biết, Việt Nam đã phải thỏa thuận bồi thường cho Repsol của Tây Ban Nha và Mubadala của Các Tiểu vương quốc Ả Rập Thống nhất 800 triệu USD cho quyền của họ trong các lô kể trên và thêm 200 triệu USD bồi thường cho tất cả các khoản đầu tư họ đã thực hiện trong quá trình thăm dò và phát triển.

### Rosneft Việt Nam hủy hợp đồng với Noble Corporation
Rosneft Việt Nam, liên doanh giữa tập đoàn Rosneft của Nga (35%), ONGC (45%) của Ấn Độ, và PetroVietnam - PVN (20%) của phía chủ nhà Việt Nam, cũng đã vì sức ép của Trung Quốc hủy hợp đồng khoan với Noble Corporation tại Lô 06-01 mất vài triệu USD. Dàn khoan của Noble Corporation tới Vũng Tàu vào tháng 4/2020. Đến tháng Năm, Chính phủ Việt Nam họp cân nhắc triển khai tại Lô 06-01, nơi tập đoàn Rosneft đã hoạt động được vài năm.